# لری جی فرانکو
لری جی فرانکو (انگلیسی: Larry J. Franco؛ زادهٔ ۵ آوریل ۱۹۴۹) تهیه‌کننده و کارگردان اهل ایالات متحده آمریکا است.